# Johann Lorentisch

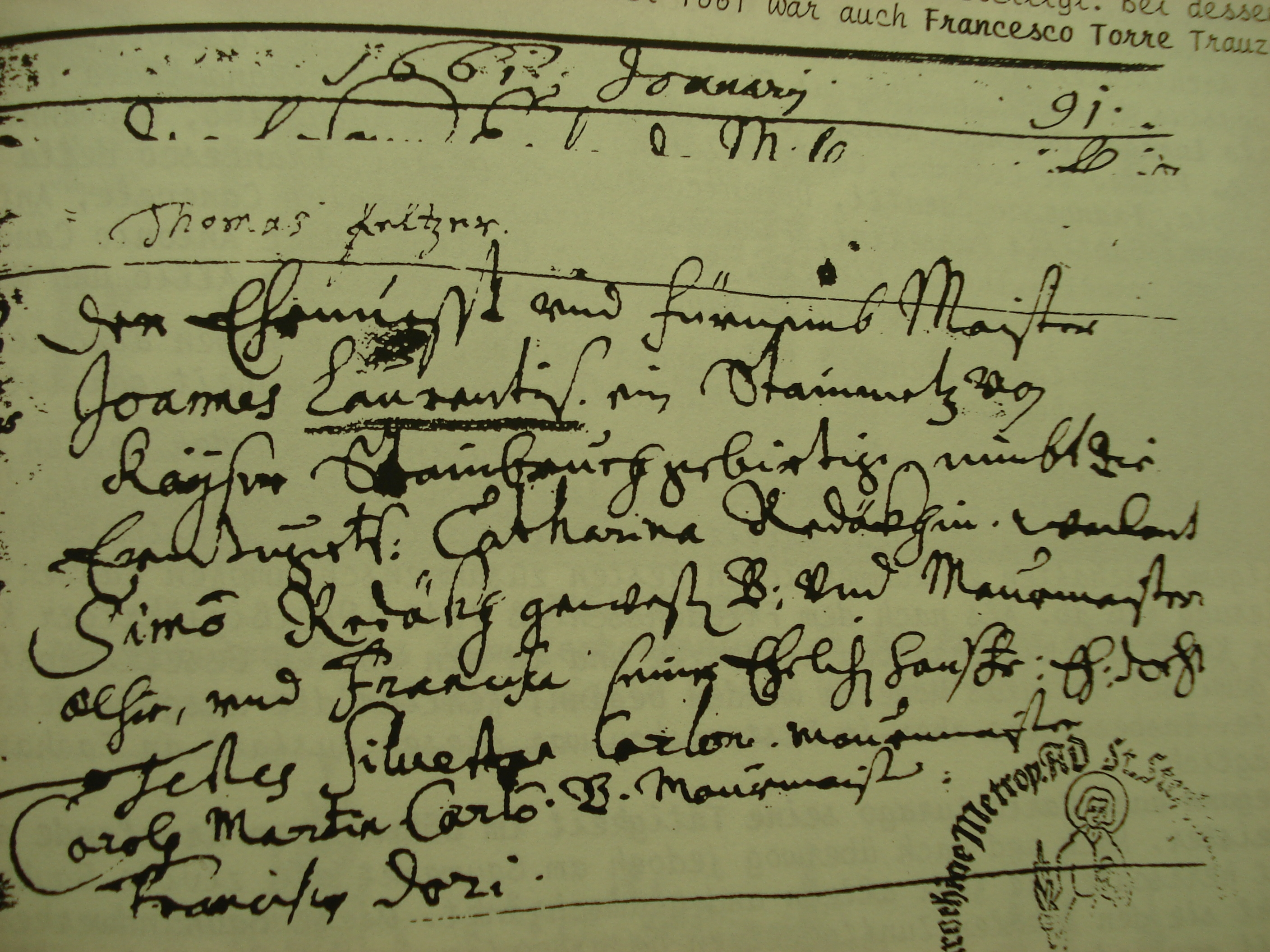
Heirat von Joannes Laurentius mit Anna Catharina Retacco im Stephansdom

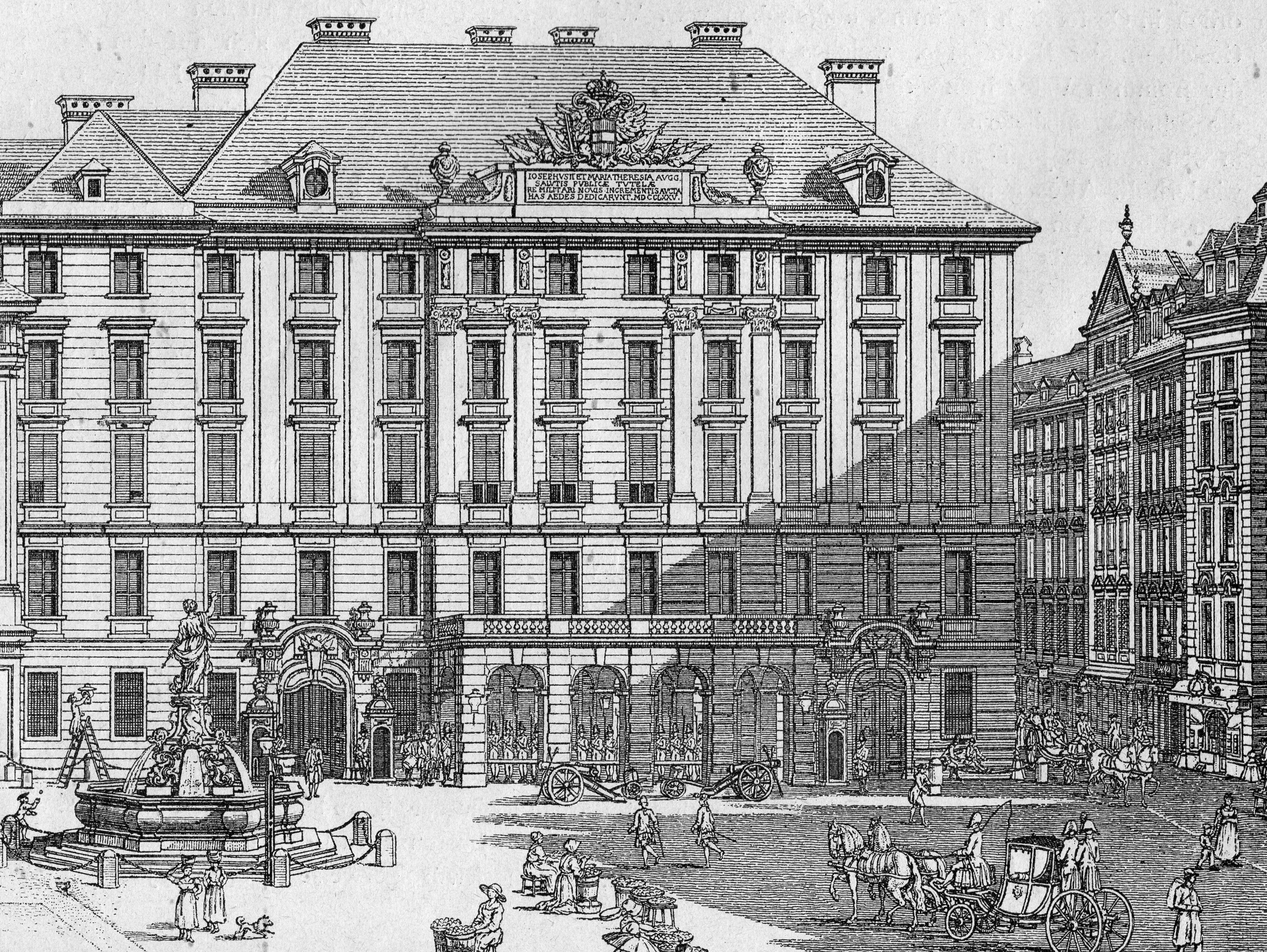
Jesuitenkolleg

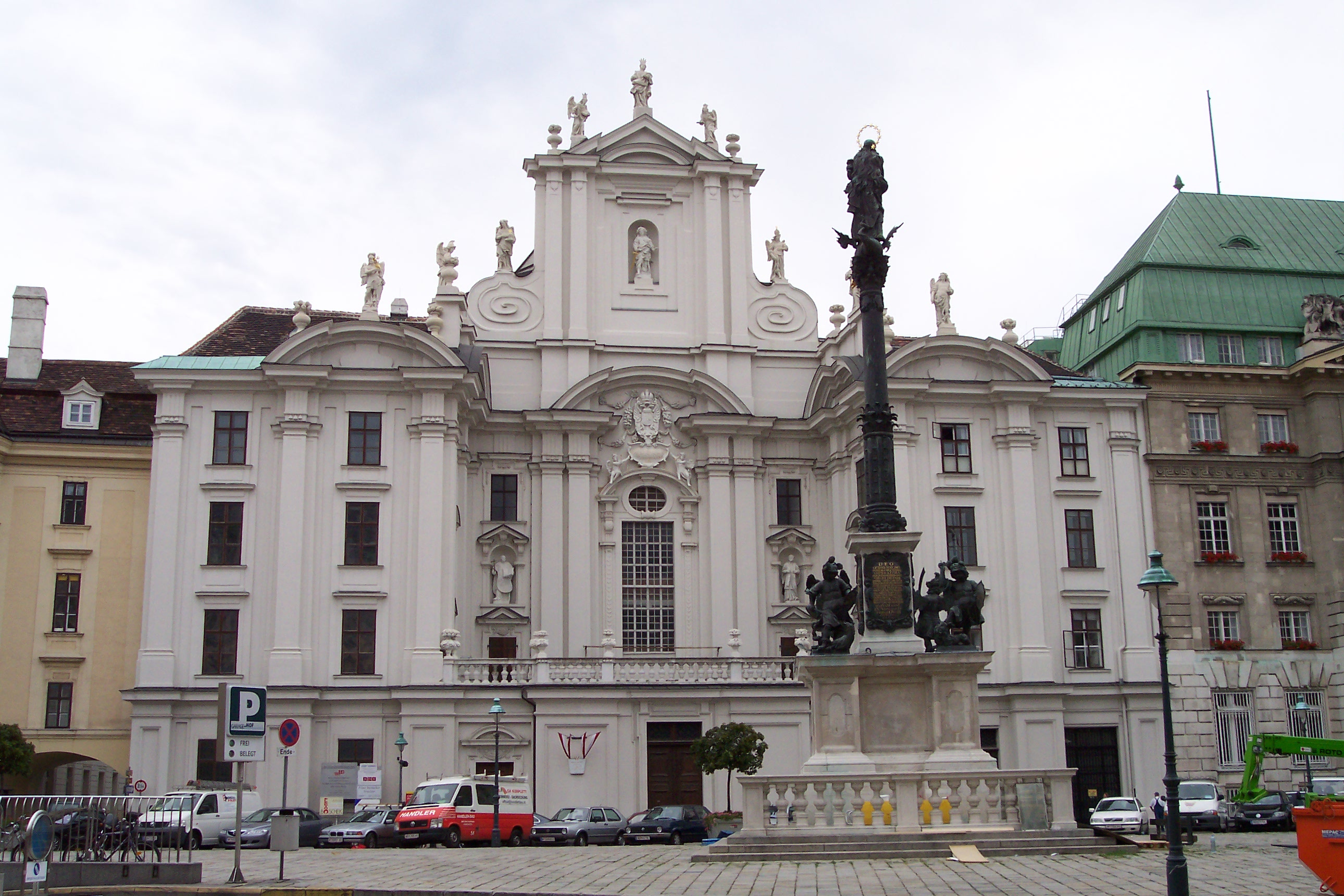
Kirche am Hof

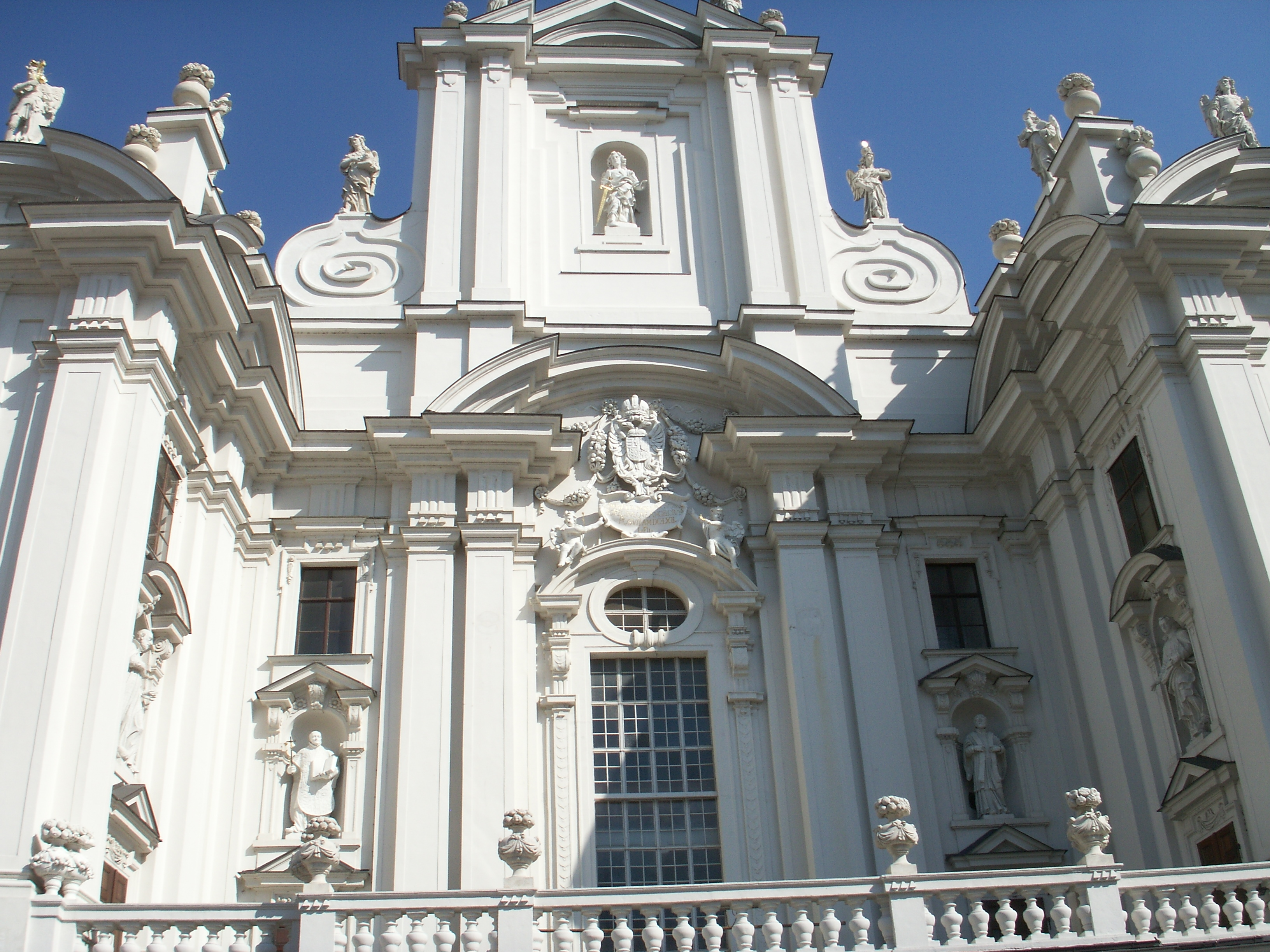
Altane

Johann Lorentisch (auch Laurentius, * 1610 in Kaisersteinbruch; † 7. April 1666 in Kaisersteinbruch, Ungarn, jetzt Burgenland) war ein italienischer Steinmetzmeister und Bildhauer des Barock. In den Heiligenkreuzer Dokumenten gilt der Name Lorentisch, möglich ist Laurenti aus Carabbia, auch Lorenzi. Auf dieser Website wird Johann Lorentisch dem italienischen Namen Giovanni Lorenzi (Laurentius) zugeordnet.

## Leben
Steinmetzmeister Pietro Maino Maderno nahm 1624 den Knaben Johann, Sohn von Meister Mathias Lorentisch als Lehrling auf. Die Freisprechung zum Gesellen erfolgte 1629. Er heiratete Catharina Rattin, Witwe nach dem Gesellen Mathias Ratt, und wurde 1640 Meister.

## Handwerksordnung 1650
Nachdem Mathias Lorentisch 1654 verstarb, übergab dessen Witwe Maria ihrem Sohn Johann den Familienbesitz. Die Inventur listete es genau auf, es galt auch Schulden zu bezahlen, vom verbleibenden Rest erhielt (wie allgemein üblich) die Mutter eine Hälfte, die andere die 3 Geschwister zusammen. 1656 verstarb seine Ehefrau Catharina.

### Heirat im Stephansdom 1661
Johann Lorentisch heiratete am 9. Jänner 1661 in 2. Ehe Anna Catharina, Tochter des kaiserlichen Baumeisters Simone Retacco im Stephansdom zu Wien. Trauzeugen des Bräutigams waren die fürnemben und geschaidten Herrn und Meister Silvestro Carlone, Maurermeister, Francesco della Torre, Steinmetz. Trauzeugen der Braut: Herr Meister Carolus Martin Carlone, Maurer, der kunstreiche und wohlerfahrene Herr Carpoforo Tencalla, Maler. Damit war er zum innersten Kern der italienischen Künstler in Wien vorgedrungen.

### Kirchvater
Mit Ambrosius Ferrethi wurde Johann Lorentisch zum verordneten Kirchvater der Kaisersteinbrucher Kirche bestellt.

## Tod 1666
Am 7. April 1666 verstarb Johann Lorentisch als wohlhabender Meister. Das Haus samt Steinbruch, große Mengen ausgearbeiteter Steine, Weingärten in Breitenbrunn und Sommerein, all das verheiratete Witwe Anna Catharina dem Antonius Pery.

## Werke
- 1647–1651 Kaisersteinbrucher Kirche, Bau des Kirchturmes, damit Schulden des Vaters Mathias Lorentisch wieder ausgeglichen.
- Stadthaus von Graf Colloredo, Feldmarschall, Prior des Malteserordens, Staatsrat von Kaiser Leopold I., Steinmetzarbeiten
- 1658–1661 Professhaus der Jesuiten, Platz am Hof in Wien, Fassade Kaiserstein (1912 abgebrochen)
- 1662 Kirche am Hof in Wien, Auftrag Kaiserin-Witwe Eleonore von Gonzaga, Architekt Carlo Antonio Carlone frühbarocke Fassade mit bemerkenswerter Altane, Steinmetzarbeiten Meister Johann Lorentisch, Bildhauer Antonius Pery, beide aus Kaisersteinbruch.

## Archivalien
- Stift Heiligenkreuz Archiv, Register, Kirchenrechnungen, Zechrechnungen, Inventur der Catharina Lorentischin, Ehefrau und Inventur des Johann Lorentisch.